# Efferia portoricensis
Efferia portoricensis är en tvåvingeart som först beskrevs av James Stewart Hine 1919.  Efferia portoricensis ingår i släktet Efferia och familjen rovflugor.
Artens utbredningsområde är Puerto Rico. Inga underarter finns listade i Catalogue of Life.